# مایکل دوکاکیس
مایکل دوکاکیس /dᵿˈkɑ:kᵻs/ (انگلیسی: Michael Dukakis؛ زادهٔ ۳ نوامبر ۱۹۳۳) از ۱۹۷۵ تا ۱۹۷۹ و از ۱۹۸۳ تا ۱۹۹۱، ۶۵مین و ۶۷مین فرماندارماساچوست بود. او طولانی‌ترین دورهٔ فعالیت را در بین فرمانداران ماساچوست داراست و دومین فرماندار یونانی آمریکایی در تاریخ آمریکا پس ازاسپیرو اگنو است.
مایکل متولد برکلی بود و قبل از ورود به ارتش ایالات متحده در کالج سوارثمور حضور داشت. پس از فارغ‌التحصیلی از دانشکدهٔ حقوق هاروارد، او در انتخابات مجلس نمایندگان ماساچوست شرک کرد و از سال ۱۹۶۳ تا ۱۹۷۱ در این مجلس نماینده بود. او در انتخابات ۱۹۷۴ ماساچوست برنده انتخابات شد، اما در سال ۱۹۷۸ خود را برای نامزد شدن ادوارد جی کیینگ کنار کشید. دوکاکیس از سال ۱۹۸۳ تا ۱۹۹۱ به عنوان فرماندار در ماساچوست مشغول بود و به عنوان فرماندار دوران رشد اقتصادی شناخته می‌شد و در همین رابطه به او عنوان «معجزه ماساچوست» را دادند.
دوکاکیس بر اساس محبوبیت خود به عنوان فرماندار، نامزدی ریاست جمهوری دموکرات را برای انتخابات ریاست جمهوری سال ۱۹۸۸ به دست آورد؛ ولی با شکست به نامزد جمهوریخواه، معاون وقت ریاست جمهوری، جرج هربرت واکر بوش از به این سمت بازماند.